# Лиска (річка)
Лиска (рос. Лиска) — річка в Росії, протікає у Клетському і Суровікінському районах Волгоградської області. Права притока Дону, впадає у Чирську затоку Цимлянського водосховища, за 9,5 км від русла Дону.

## Географія
Лиска починається в балці приблизно за 20 км на південний схід від районного центру Клетська. Тече загалом на південь. На річці розташовані населені пункти Муковнин, Верхня Бузинівка, Нижня Бузинівка, Сухановський. Нижче Лиска приймає ліву притоку Ростош і праву — Швидкий Єрик. Нижче за течією на річці знаходяться населені пункти Скворін, Качалін, Острів, Попов 1-й, Лисов, Погодін, Бурацький. Довжина річки становить 106 км. Площа сточища — 1530 км.